# Ernest Juvara
Ernest Juvara (n. 5/14 mai 1870, Bârlad, județul Vaslui – d. 5 mai 1933, București) a fost un medic român, inovator în tehnica chirurgicală și instrumentală. A fost profesor universitar la Facultatea de Medicină din București și a avut preocupări în domeniul chirurgiei și anatomiei, aducând contribuții în domeniul protezelor osoase, anastomozelor intestinale și rahianesteziei.

## Biografie

### Educație
Ernest Juvara a urmat cursurile primare și liceale la București. A urmat cursurile Facultății de Medicină din Paris (1888 – 1895), perioadă în care i se încredințează direcția Laboratorului de Anatomie pentru disecții și executarea planșelor, lucrând, simultan și în Laboratorul de Chimie (1890 – 1892). A fost extern al spitalelor din Paris (1890 – 1893), preparator – ajutor la Anatomie Patologică, preparator al conferințelor și exercițiilor practice de etologie. A obținut titlul de Doctor în medicină și chirurgie la Paris (1895), teza de doctorat fiindu-i premiată. 

Prof.Univ. Dr. ERNEST JUVARA
(05.05.1870 - 05.05.1933)
Anatomist și chirurg
Cavaler al Ordinului Steaua României”
Bust instalat în holul Spitalul Clinic de Ortopedie Foișor din București

### După reîntoarcerea în țară
Întors în țară (1895) a fost numit asistent la Institutul de Anatomie Topografică și Chirurgie Experimentală din București (1895 – 1900), apoi asistent la institutul similar din Iași. În 1906 a fost numit profesor de Anatomie descriptivă la Institutul de Anatomie din Iași, al cărui director devine. În 1907 i s-a încredințat un serviciu de chirurgie la Spitalul „Sfântul Spiridon” din Iași la care efectua 300 – 400 de operații anuale. S-a transferat la București în 1912 și a fost numit profesor la Clinica a III-a chirurgicală a Spitalului „Filantropia” și subdirector al Institutului de Anatomie Topografică.
În timpul Campaniei din 1913 a celui de-al doilea Război Balcanic a organizat lazarete de holerici, iar apoi, în primul război mondial, a organizat și activat în Spitalul IV de evacuare, în diferite localități ale Moldovei, numai între noiembrie 1916 – mai 1917 operând peste o mie de răniți. După ce a fost avansat la gradul de colonel (1917) a trecut la Spitalul IX de evacuare, operând în localul Școlii Normale de băieți din Bârlad. A fost demobilizat în 1918 și și-a reluat postul la spitalul „Filantropia” de la care se transferă în 1923 la Spitalul „Brâcovenesc”, unde organizează o clinică model.
A imaginat și perfecționat 77 de piese chirurgicale și diferite procedee chirurgicale din Paris (1928). Desenele sale anatomice constituie și astăzi lucrări inegalate.

### Deces
A decedat pe 5 mai 1933 în București (electrocutat în baie, din cauza unei veioze), lăsând în urma sa o școală românească medicală recunoscută în întreaga lume, precum și 110 lucrări.

## Onoruri
A fost decorat cu „Steaua României” în grad de cavaler.
În 1970 UNESCO a sărbătorit un secol de la nașterea acestui fiu strălucit al Bârladului.